# Бурунди на Паралимпийских играх
Бурунди на Паралимпийских играх впервые приняли участие в 2008 году на летних Играх в Пекине. На зимних Играх делегация Бурунди участия пока не принимали. Медалей на Играх спортсмены Бурунди пока не завоевали.